# Nguyễn Quý Anh

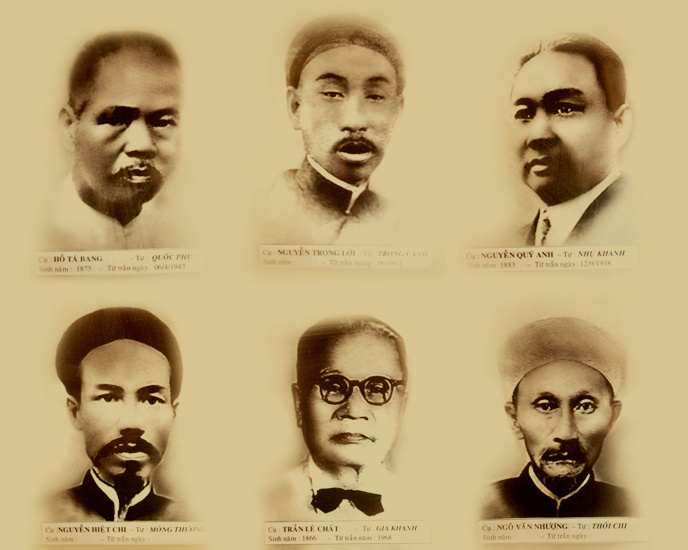
Sáu sáng lập viên của trường Dục Thanh và công ty Liên Thành: Hồ Tá Bang, Nguyễn Trọng Lợi, Nguyễn Quý Anh (hàng trên), Nguyễn Hiệt Chi, Trần Lệ Chất, Ngô Văn Nhượng (hàng dưới).

Nguyễn Quý Anh (1883-1938), hiệu Nhụ Khanh, tục gọi là Ấm Bảy; là một nhà cải cách duy tân Việt Nam thời cận đại, và là một trong sáu thành viên sáng lập trường Dục Thanh và lãnh đạo công ty Liên Thành hồi đầu thế kỷ 20.

## Tiểu sử
Ông sinh năm Quý Mùi (1883) tại Phan Thiết, tỉnh Bình Thuận. Cha ông là danh sĩ Nguyễn Thông (1827-1884), quan triều Nguyễn.
Thời trẻ, ông ra học ở Quảng Nam với thầy Trần Quý Cáp. Năm 1905, ông theo Phan Chu Trinh, Huỳnh Thúc Kháng và Trần Quý Cáp vào Nam cổ động phong trào Duy Tân. Khi đến Phan Thiết, ông đưa ba nhà yêu nước ấy đến ngụ tại "Ngọa du sào" của cha (lúc này Nguyễn Thông đã mất).
Sau khi gặp gỡ ba nhà yêu nước ấy, hưởng ứng phong trào, Nguyễn Trọng Lội (anh ruột Nguyễn Quý Anh), Nguyễn Hiệt Chi, Hồ Tá Bang, Trần Lệ Chất, Ngô Văn Nhượng và Nguyễn Quý Anh lần lượt thành lập:
- Liên Thành thư xã: truyền bá các sách báo có nội dung yêu nước, được thành lập năm 1905.
- Liên Thành thương quán (tức công ty Liên Thành): làm kinh tế gây quỹ hoạt động, đồng thời tạo công ăn việc làm cho nhân dân, được thành lập năm 1906.
- Dục Thanh học hiệu (tức trường Dục Thanh): dạy cho con em người yêu nước và lao động nghèo theo nội dung yêu nước và tiến bộ, được thành lập năm 1907.

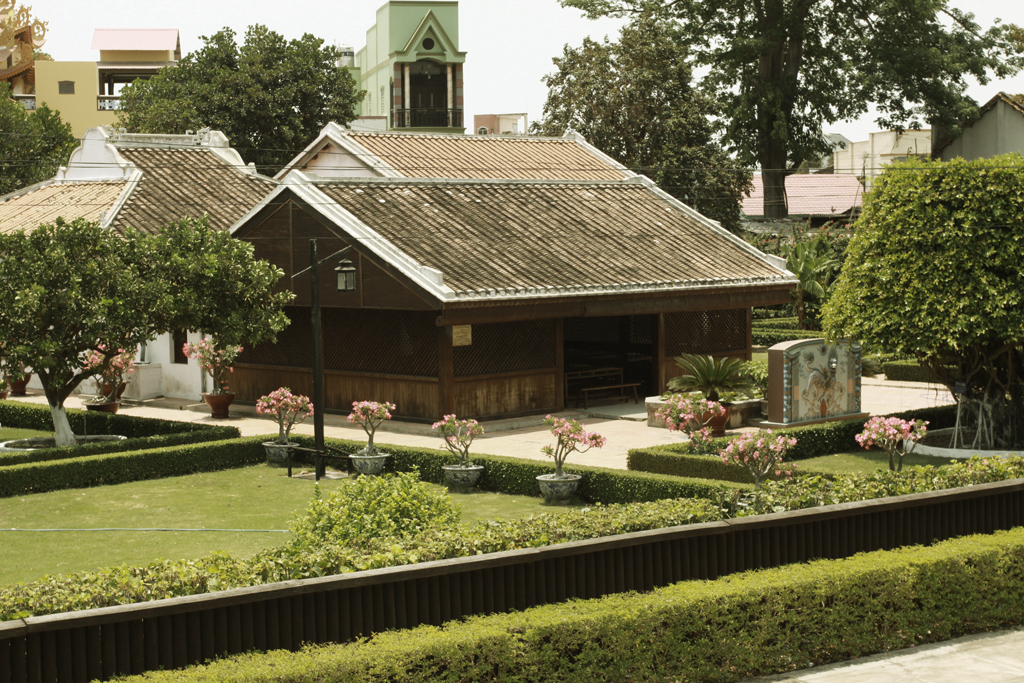
Trường Dục Thanh

Theo sự phân công, Nguyễn Quý Anh được đặc trách trông nom trường Dục Thanh (Giám hiệu) cho đến khi trường đóng cửa vào năm 1912.
Năm 1917, ông được cử làm Tổng lý (Giám đốc) thay cho Hồ Tá Bang, để ông này lãnh nhiệm vụ Nghị trưởng (Chủ tịch Hội đồng Quản trị). Sau đó, Tổng cuộc công ty Liên Thành chính thức dời vào Chợ Lớn, và Nguyễn Quý Anh giữ chức vụ trên cho đến khi mất.
Năm Mậu Dần (1938), ông qua đời tại Chợ Lớn lúc 55 tuổi, an táng tại Phú Nhuận (nay thuộc Thành phố Hồ Chí Minh).
Để ghi công ông, một danh nhân của đất Việt, tháng 6 năm 2012 Hội đồng Nhân dân TP Hồ Chí Minh đã đặt tên Nguyễn Quý Anh cho một con đường tại phường Tân Sơn Nhì, Quận Tân Phú. Con đường này trước đó vốn là con hẻm 249 Tân Kỳ Tân Quý. 
Tại thành phố Huế từ lâu cũng đã có một con đường mang tên Nguyễn Quý Anh .

## Sách tham khảo chính
- Nguyễn Q. Thắng-Nguyễn Bá Thế, mục từ "Nguyễn Quý Anh" in trong Từ điển nhân vật lịch sử Việt Nam. Nhà xuất bản Khoa học xã hội, 1992.